# Titisee

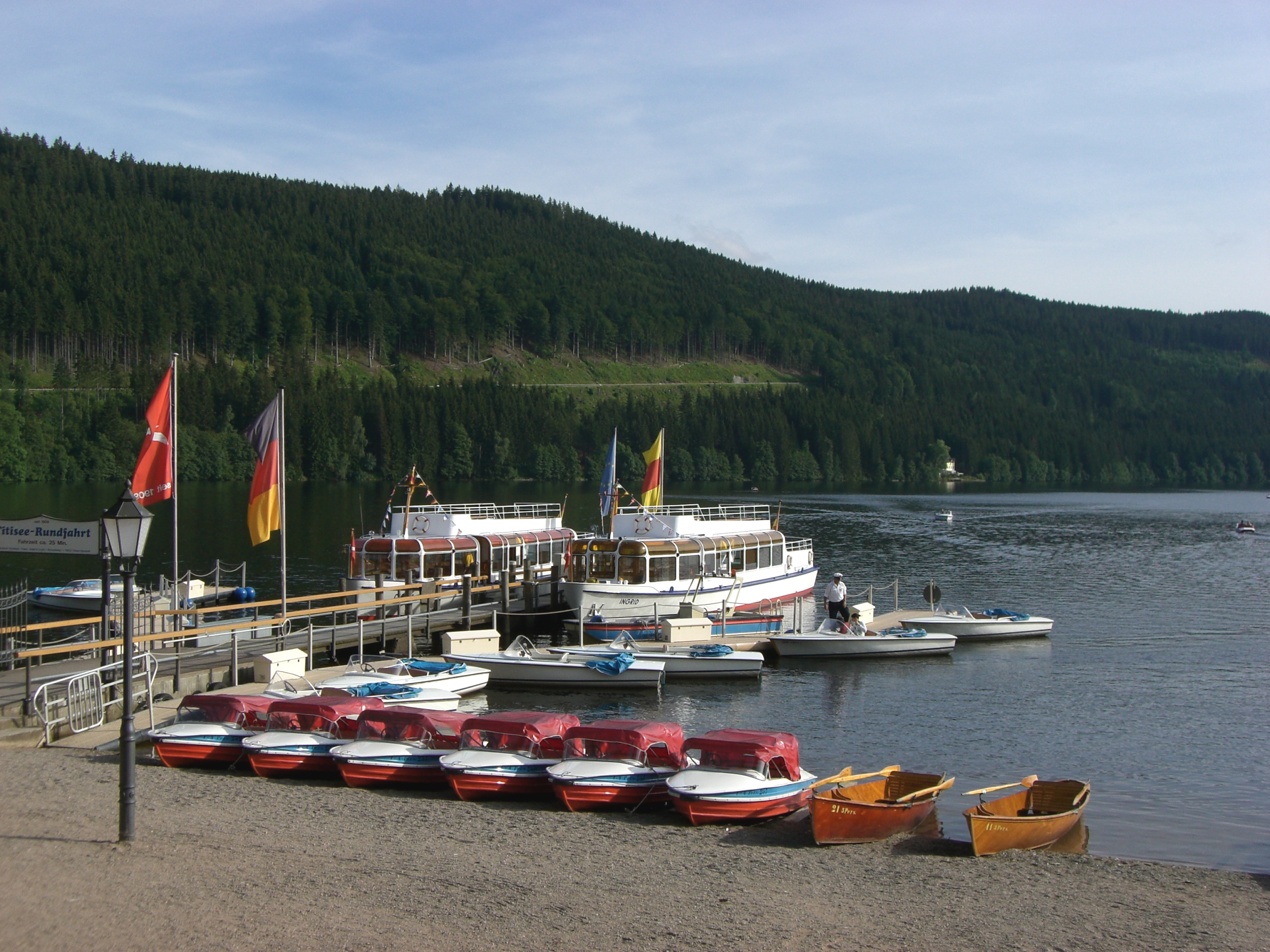
Bootsanlegestelle am Titisee

Titisee um 1912

Der Titisee ist ein See im südlichen Schwarzwald in Baden-Württemberg. Er bedeckt eine Fläche von 1,07 km2 und ist durchschnittlich 20 m tief. Seine Entstehung verdankt er dem Feldberg-Gletscher, dessen im Pleistozän entstandene Moränen heute seine Ufer bilden. Gespeist wird er von dem das Bärental durchfließenden Seebach, der am Seebuck, am Osthang des Feldberg-Massivs, dem Feldsee entspringt. Der Ausfluss des Sees auf 840 m ü. NHN ist die Gutach, die ab dem Zusammenfluss mit der Haslach unterhalb von Kappel den Namen Wutach trägt. Damit entwässert der Titisee schließlich zusammen mit der Wutach zwischen Tiengen und Waldshut in den Hochrhein. Am Nordufer liegt der gleichnamige Kurort, der Teil der Stadt Titisee-Neustadt ist. Der südwestliche Teil liegt auf Hinterzartener Gemarkung. Die Wasserqualität des Titisees wird an den beiden  Badestellen Strandbad und Sandbank während der Badesaison regelmäßig mit Wasserproben kontrolliert. Die Ergebnisse der Laboruntersuchungen sind über die Badegewässerkarte des Landesgesundheitsamts abrufbar.

## Geschichte
Nachdem im Jahr 1840 unter einem Hügel am Ausfluss der Gutach aus dem Titisee zwei Sarkophage aus bearbeitetem Tuffstein gefunden wurden, vermutet der Archäologe Andreas Haasis-Berner in einem 2011 veröffentlichten Aufsatz, dass sie aus der Zeit zwischen den Jahren 700 und 900 stammen müssen. Zuvor hatte man den Hochschwarzwald für das erste Jahrtausend als unbesiedelt angenommen.
Erste urkundliche Aufzeichnungen aus dem Jahr 1050 finden sich im Kloster Allerheiligen in Schaffhausen, wo der Name Titinsee erwähnt wird. Auch der Name Dettesee wird in einer Urkunde aus der Pfarrei Saig erwähnt, die aus dem Jahr 1111 stammt. Ungefähr seit 1750 wird der Name in seiner heutigen Form benutzt. Im Jahr 1929 erhielt der Stadtteil den Gemeindenamen Titisee.

## Namensherkunft
Über die Herkunft des eigenartigen Namens Titisee gibt es verschiedene Theorien:
- Von einem weiblichen Personennamen *Tita im Sinne von „See, an dem eine Tita wohnt oder Besitz hat“.[6]
- Im Alemannischen Dialekt heißt Teti Kindlein oder Kleinkind. Ein Tetisee oder Titisee wäre dann ein See, aus dem nach der lokalen Sage die kleinen Kinder stammen, so wie andernorts erzählt wird, dass der Klapperstorch die Kinder bringen würde. Erzählungen über die Herkunft der Kinder aus Seen waren in Mitteleuropa durchaus weit verbreitet (vgl. auch Frau-Holle-Teich). Zu dieser Theorie passt, dass der Titisee ein sehr hochgelegener See ist und er zudem der Sage nach unendlich tief sein soll. Solchen Seen wurden früher besondere numinöse Kräfte zugeschrieben.[7]
- Nach einer anderen Theorie soll der römische Feldherr Titus in der Gegend am Titisee gelagert haben. Dabei scheint ihm der See derart gefallen zu haben, dass er ihm seinen Namen gab. Dies ist auch der Grund, warum heute der grobe Nachbau einer römischen Galeere auf dem Titisee verkehrt.
- Nach einer Sage soll ein Herr Titini im 12. Jahrhundert in der Gegend um den See gejagt haben.
- Auch der Aronstab, früher in der Region als Tittele bezeichnet, kommt als Namensgeber in Frage, auch wenn er heute nicht mehr am Titisee vorkommt.

## Sagen
- Der Titisee gilt der Sage nach als Gewässer von unermesslicher und unmerkbarer Tiefe. Beim Versuch des Ausmessens ertönt aus der Tiefe (je nach Quelle) eine Stimme „Ergründest Du mich, so ersäufe ich Dich.“, „Willst Du mich messen, so will ich Dich fressen.“[8] oder „Missest du mich, So verschling ich dich!“[9] Gleiches erzählt man sich auch vom Feldsee.[10] Mit dem Ursee soll nach einer Sage ein „unterirdischer“ Zusammenhang bestehen. Ähnliche Sagen gibt es auch vom Mummelsee.
- Nach einer alten Überlieferung befindet sich der Titisee an der Stelle einer in den Fluten versunkenen Stadt, die untergegangen ist zur Strafe dafür, dass ihre Bewohner Brotfrevel begingen. Sie höhlten Brotlaibe aus, um sie als Schuhe zu missbrauchen.[8] [9]
- Der See wird lediglich durch die weiße Haube einer alten Frau daran gehindert, auszulaufen. Jedes Jahr verfault ein Faden der Haube, sodass irgendwann das gesamte Dreisamtal vom See überflutet wird.[9] (Tatsächlich entwässert der Titisee nach Nordosten über die Gutach in die Wutach und nicht nach Nordwesten in das Dreisamtal.)

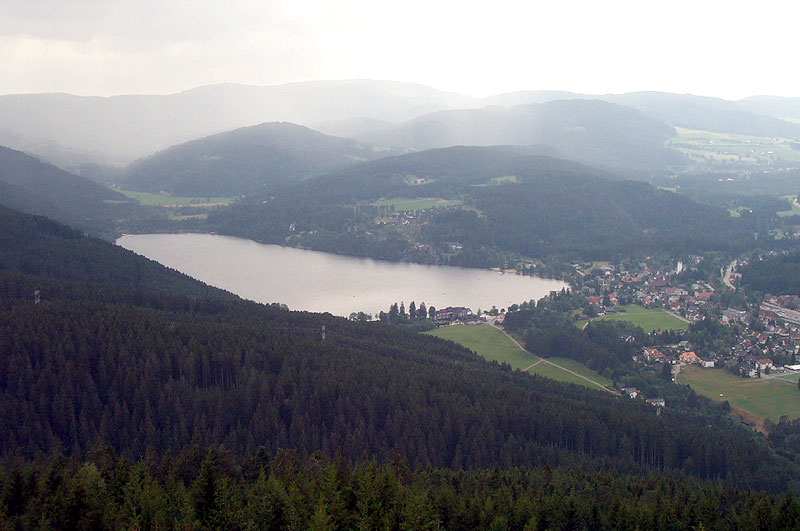
Blick auf den Titisee vom Hochfirst

## Fauna und Flora
Im nährstoffarmen und wie ein „Freiwasser-Aquarium“ glasklaren Titisee finden sich große Raubfische (Zander, Seeforellen und ein großer Bestand an Hechten), Schwarmfische (Felchen, Rotaugen und Barsche) sowie Karpfen, Döbel und Schleien in flachen Bereichen. Diese Artenvielfalt wird durch Bachforellen, Saiblinge und Regenbogenforellen in den Mündungsbereichen der Bäche und durch Aale und Quappen (Trüsche) am Grund ergänzt. Zusätzliche Kleinfischarten sind Moderlieschen, Elritze und Bachneunauge. Schwärme von Rotaugen und Döbel finden sich vermehrt am Auslauf der Uferpromenade, wo Passanten Wasservögel mit Brot füttern. Während Karpfen nur vereinzelt vorkommen und keine Rekordgewichte erreichen, können hingegen Schleien, die sich im schlammigen Einlaufbereich des Seebaches gut entwickeln, Gewichte bis 2,5 Kilogramm erreichen. Die Große Maräne, in der Schwarzwaldregion „Felchen“ genannt, wurde im Jahr 1945 eingeführt, als das Titiseehotel die Fische, die es lebendig hälterte, aus Protest gegen die französischen Besatzer in den See kippte.
Um den See sind außerdem Graureiher zu beobachten.
An den Ufern des Titisees wachsen unter anderem die seltenen Brachsenkräuter Stachelsporiges Brachsenkraut (Isoëtes echinospora) und See-Brachsenkraut (Isoëtes lacustris).

## Vereisung
Der Titisee braucht im Winter lange, bis er gefriert. Dies liegt an den Winden, welche die Wasseroberfläche fast immer in Bewegung halten. Damit die Eisdecke zum Betreten freigegeben wird, muss die Dicke des Kerneises mindestens 16 cm betragen (Kerneis, auch Kompakteis genannt, ist stabil und enthält so gut wie keine Luftblasen).
Besteht Aussicht auf Freigabe, werden täglich Messungen durch den Bauhof der Stadt Titisee-Neustadt an drei bis vier Messpunkten durchgeführt. Sollte eine Freigabe möglich und von Verantwortlichen abgesegnet worden sein, werden bestimmte abgegrenzte Bereiche des Sees freigegeben, nie jedoch der ganze See.
Diese Regelung wurde eingeführt, nachdem zuvor ein Unfall geschehen war: Damals wurde der See als Start- und Landebahn für Flugtage benutzt. Um die Bahn zu räumen, wurde ein Traktor mit Schneepflug eingesetzt. Der Traktor brach am 14. Januar 1966 durch die Eisdecke und versank mitsamt dem Bühlhofbauern Walter Wilde (29) im See. Die Leiche konnte erst zwei Wochen später gefunden werden.
Im Jahr 1925 fanden auf dem Titisee kurzfristig geplante Deutsche Meisterschaften im Eisschnelllauf, Eishockey, Eisschießen und Rodeln sowie das erste Eishockeyspiel im Schwarzwald statt. Der geplante Austragungsort in Altona musste wegen schlechter Wetterbedingungen zurückziehen. Bis zum Jahr 1958 gab es immer wieder Eishockeyspiele auf dem zugefrorenen Titisee, bis das Eisstadion am Hermeshof errichtet wurde.

## Einrichtungen am Titisee
Der Titisee ist Heimathafen der Freiburger Rettungstauchergruppe Pinguin.

## Weblinks

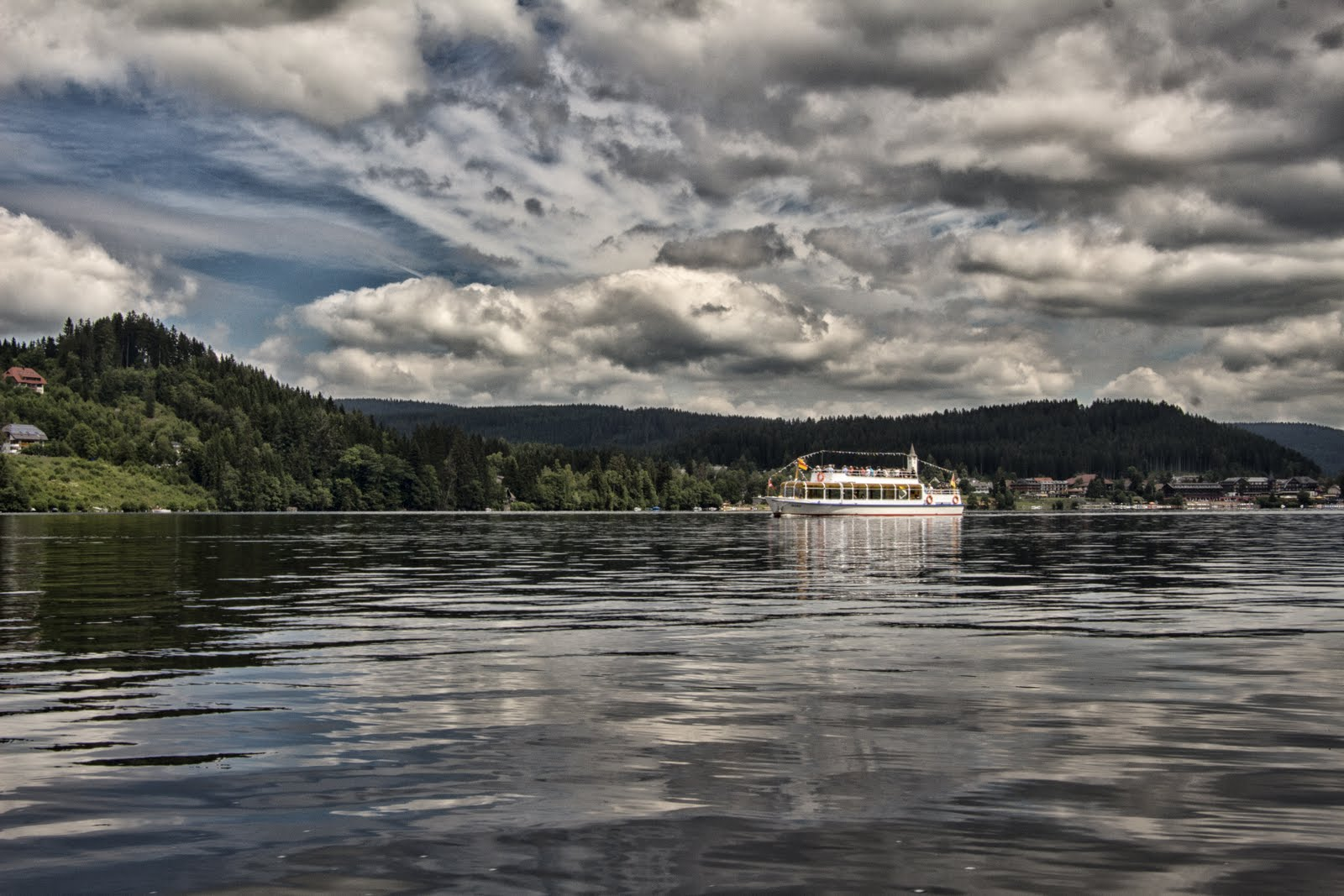
Schiffrundfahrt am Titisee